# Legia Varšava (fotbal amputovaných)
Legia Varšava (polsky: [ˈlɛɡʲja varˈʂava]) má tým hrající fotbal amputovaných od roku 2019. Předchůdci týmu byly Glorie a Lampart Varšava. Hraje Ekstraklasu, 1. ligu. 
V roce 2019 obhajoval tým titul Glorie, skončil však třetí. V roce 2020 získal titul. 
Legia také hrála Ligu mistrů, 26. května 2019 prohrála v semifinále s Dinamem Altai. Následně však zvítězila s Cork City a obsadila 3. místo.